# Pałac w Nieznanowicach
Pałac w Nieznanowicach – pałac wybudowany pod koniec XIX wieku w Nieznanowicach przez Izraela Poznańskiego.
W 1884 roku wieś zakupił, od Marcelego Gautiera, Izrael Poznański (przemysłowiec włókienniczy z Łodzi), który założył fabrykę krochmalu oraz wybudował okazały pałac z rozległym parkiem w stylu angielskim. W 1910 pałac, wraz z innymi nieruchomościami, został sprzedany Karskim, w których posiadaniu pozostał do wybuchu II wojny światowej.
Po pożarze w latach 40. nie został odbudowany i znajduje się w stanie ruiny.
O dawnej świetności obiektu świadczą zachowane fragmenty zewnętrznej ornamentyki: na froncie i tyle pałacu znajduje się ryzalit z arkadami, a front dodatkowo jest zwieńczony tympanonem z płaskorzeźbami mitycznych zwierząt, które trzymają wieniec laurowy.